# Госплан УССР
Государственный плановый комитет УССР (укр. Державний плановий комітет УРСР) — орган республиканского управления в СССР, осуществлявший планирование экономического и социального развития УССР и контролировал выполнение национального экономического плана. В своей деятельности подчинялся Госплану СССР, а также руководящим органам управления УССР.
Комитет был создан 28 сентября 1921 года как Украинская комиссия народного планирования, которая была подчинена Украинскому экономическому совету. Позже был подчинён Совету народных комиссаров (с 1946 года — Совету Министров) УССР и Госплану СССР. Основой организации и деятельности комитета декларировались принципы демократического централизма.
Структура аппарата Госплана УССР менялась в соответствии с задачами государственного планирования. Руководящие органы неизменно состояли из председателя комиссии, который предназначался Всеукраинским ЦИК (с 1937 года — Верховный Совет УССР), заместителями председателя и членов Госплана за назначением СНК–СМ СССР. Для оперативного руководства деятельностью комиссии СНК–СМ УССР утверждала коллегию в составе председателя (председатель коллегии), заместителей председателя, а также руководящих работников — членов Госплана. Аппарат формировался из отраслевых отделов, сводных отделов и отделов материальных балансов; со временем в составе Госплана были образованы Главный вычислительный центр, государственная экспертная комиссия, НИИ, Совет по изучению производственных сил УССР АН УССР. С 1960 Госплан УССР издавал журнал «Экономика Украины».
Если в начале 1920-х годов Госплан УССР занимался только разработкой проектов текущих планов развития местного хозяйства и отдельных отраслей народного хозяйства республики, то уже в конце 1920-х годов он приступил к комплексному перспективному планированию в пределах народного хозяйства республики, которое подчинялось общесоюзным и республиканским министерствам и ведомствам. По хозяйствам, управляемым общесоюзными и хозяйственными органами, Госплан УССР составлял лишь предложения по их развитию. Основу для общереспубликанского планирования составляли проекты планов предприятий, организаций, объединений, исполкомов областных (городских) советов депутатов трудящихся, министерств и ведомств УССР, плановых комиссий экономических районов. Методику плановых расчётов определял Госплан СССР.

## Председатели Госплана УССР
В отличие от остальных членов комитета, которые утверждались Советом Министров СССР, председатель Госплана предназначался ВУЦИК (с 1937 года — Верховный Совет УССР).
- .11.1922 —.11.1923 — Гринько, Григорий Фёдорович
- 1923—1924 — Владимирский, Михаил Фёдорович
- .06.1925 —.12.1926 — Гринько, Григорий Фёдорович
- 1926—1933 — Дудник, Яким Минович
- .02.1933 — 7.07.1933 — Скрипник, Николай Алексеевич
- 1933 —.11.1934 — Коцюбинский, Юрий Михайлович
- 1935 — .05.1938 — Сухомлин, Кирилл Васильевич
- .07.1938 — 28.05.1940 — Усиков, Алексей Михайлович
- 28.05.1940—1941 — Барановский, Анатолий Максимович
- 1941 — в 1943 — Ящук, Иван Фомич
- 1943—1950 — Валуев, Владимир Николаевич
- 1950—1952 — Гарбузов, Василий Фёдорович
- 1954—1957 — Барановский, Анатолий Максимович
- 1957—1959 — Сенин, Иван Семёнович
- 1959—1963 — Розенко, Петр Акимович
- .03.1963 — 14.12.1966 — Кочубей, Антон Данилович
- 1966 — в 1967 — Старовойтенко, Иван Павлович
- .03.1967—1979 — Розенко, Петр Акимович
- .01.1979 — .07.1987 — Масол, Виталий Андреевич
- .07.1987—1990 — Фокин, Витольд Павлович